# Nagari Geragahan
Nagari Geragahan is een bestuurslaag in het regentschap Agam van de provincie West-Sumatra, Indonesië. Nagari Geragahan telt 6362 inwoners (volkstelling 2010).